# Friedrich Wilhelm August Carl von Bose
Friedrich Wilhelm August Carl Graf von Bose (* 9. Januar 1753 in Bayreuth; † 9. September 1809 in Dresden) war königlich-sächsischer Kabinettsminister, Wirklicher Geheimer Rat sowie Oberhofmarschall unter dem sächsischen Kurfürsten und späteren König Friedrich August I. Außerdem war er Rittergutsbesitzer der Güter Netzschkau, Limbach, Gamig und Neuschönfels.

## Leben
Carl Graf von Bose entstammte der vogtländischen Linie des sächsischen Adelsgeschlechts von Bose, das bis 1715 bei der Schreibung seines Namens bewusst auf die Verwendung des Adelsprädikats verzichtete. Er war das zweite Kind und der einzige Sohn des kursächsischen Oberkammerherrn Friedrich Carl Graf von Bose (1726–1767) und der Juliane Wilhelmine geb. von Putbus aus dem Hause Einsiedelsburg (1728–1798). Damit war er ein Enkel von Johann Friedrich Carl von Bose.
Als Bose zehn Jahre alt war, begegnete sein Vater in Bayreuth, wo er zu dieser Zeit als brandenburg-bayreuthischer Oberhofmarschall weilte, dem erst siebenjährigen Wolfgang Amadeus Mozart. Diese Begegnung sollte Ausgangspunkt einer langjährigen Verbindung dieser Familie mit Mozart sein.
Als junger Mann trat er in kursächsische Dienste ein. Seine erste Reise im Auftrag des sächsischen Kurfürsten führte ihn als Gesandten nach Stockholm. Später wurde er in Dresden Oberkammerherr und Hofmarschall. In dieser Position war einer seiner Hauptverdienste, dass er die kurfürstliche Bibliothek der Öffentlichkeit zugänglich machte.
Eine wichtige Rolle spielte Graf Bose in den Verhandlungen Sachsens mit Napoleon. Zuerst wurde er mit einem Schreiben vom 28. Oktober 1806 an Napoleon nach Berlin entsandt. Kurfürst Friedrich August III. formulierte darin noch die Bitte um eine formelle Anerkennung der Neutralität Sachsens. Bose selbst sollte Napoleon mündlich informieren, dass der sächsische Minister Graf Johann Adolph von Loß zur Führung der Friedensverhandlungen vom Kurfürsten bestimmt worden war. Wenige Tage später wurde Bose selbst vom sächsischen Kurfürsten mit den Verhandlungsvollmachten ausgestattet. Im Ergebnis dessen stellte sich Sachsen auf die Seite Frankreichs und schloss sich dem Rheinbund an. Im Gegenzug zu weiteren finanziellen und militärischen Forderungen wurde das Kurfürstentum von Kaiser Napoleon zum Königreich erhoben und Friedrich August III. dessen König Friedrich August I. Bose nahm nun nach dem entlassenen Grafen Loß die Stelle als leitender Minister Sachsens ein. Durch seinen baldigen Tod erlebte Bose die Wende in den Napoleonischen Kriegen nicht mehr mit.

## Familie
Carl Graf von Bose heiratete am 26. Mai 1782 die Charlotte Wilhelmine Gräfin von der Schulenburg (* 21. Mai 1760 auf der Wolfsburg; † 8. April 1813). Sie war Hof- und Stiftsdame der Königin von Preußen und Stiftsdame der Kirche St. Marien in Münster. Aus dieser Ehe entstammten drei Kinder:
- Malthe Gustav Carl (1783–1848), königlich-sächsischer Kammerherr und Gesandter in Madrid
- Carl August (1787–1862), königlich-sächsischer Wirklicher Geheimer Rat und Hofmarschall[3]
- Juliane Charlotte (1789–1848), Oberhofmeisterin der Prinzessin Friederika von Preußen ⚭ 1807 Moritz Levin Graf von der Schulenburg (* 1774; † 4. September 1814) auf Burgscheidungen